# 보리스 체르니쇼프
보리스 알렉산드로비치 체르니쇼프(러시아어: Борис Александрович Чернышов; 1991년 6월 25일 보로네시 출생)는 러시아의 정치인이자 제7대 국가두마의원이다.

## 경력

### 학력
체르니쇼프는 2012년 국립연구대학교 고등경제대학을 졸업하고 2014년 모스크바 국립 대학교에서 추가 연구를 마쳤다.

### 초기 경력
국가두마에 선출되기 전, 체르니쇼프는 러시아 자유민주당 (LDPR) 모스크바 지부의 코디네이터였다. 이 역할에서 그는 터키 공군 F-16 전투기에 의한 2015년 러시아 수호이 Su-24 격추 사건에 반대하는 공개 시위를 터키 대사관 앞에서 조직했다.

### 러시아 연방 국가두마
2016년 체르니쇼프는 러시아 연방 의회의 하원인 국가두마 의원으로 선출되었다. 그는 모스크바 오레호보-보리소보 지역구 대표이다. 그의 첫 재직일은 2016년 9월 18일이었다. 그는 또한 교육과학위원회 부위원장이다.
체르니쇼프는 2016년 11월 전자 담배를 규제하기 위한 두 가지 법안을 발의했다. 그는 미성년자 판매 금지, 공원과 같은 특정 공공 장소에서의 베이핑 금지, 유해 성분 방지를 위한 규제 마련을 제안했다.
2016년 11월, 체르니쇼프와 동료 LDPR 의원 바실리 블라소프는 러시아의 투표 연령을 18세에서 16세로 낮추는 법안을 준비했다. 이는 2014년부터 LDPR의 정책이었으며, 젊은 층 사이에서 당의 인기를 반영한다. 그러나 이 법안은 러시아 정부에 의해 신속하게 거부되었다. 이후 체르니쇼프와 블라소프는 LDPR 당원 자격 최소 연령을 16세로 낮추는 아이디어를 추진했다. 체르니쇼프는 젊은 층의 LDPR 가입이 다른 가족 구성원과 친구들도 당에 가입하도록 동기를 부여할 수 있다고 제안했다.

### 제재
그는 러시아-우크라이나 전쟁과 관련하여 2022년 영국 정부의 제재를 받았다.
2022년 3월 24일, 미국 재무부는 2022년 러시아의 우크라이나 침공에 대응하여 그를 제재했다.